# 配价
配价（Valency），也称论元价位，是一个语言学术语，最初（同时也主要）用于说明一个动词能支配多少种不同性质的名词性短语的数目，之后又拓展到形容词和名词领域。配价是对动词及物性的判断。
配价中的“价”概念来自于化学中的“化合价”概念。法国语言学家吕西安·泰尼埃最早将其引入语法研究领域，作为依存语法的用语。
因为现代汉语中主语、宾语与施事、受事之间的关系不如英语、法语等西欧语言那么一致，因此配价概念比及物/不及物动词的分类更适于现代汉语语法。汉语最早运用配价理论和方法来解决语法问题的是朱德熙（他称之为“向”）。

## 动词价位分类
- 零价动词：不强制要求与某种性质的名词性词语关联的一类动词。可记为动0。例如「地震、刮风、下雨」等。这类动词大多反映自然现象。这类动词可以和表处所、方位的名词性短语一起出现，但那些并非是动词的直接关联成分。在汉语等语言中，这类动词可以单独成句，不需要主语，例如“刮风了。”、“下雨了。”。而在英语中，这类动词需要添加形式主语it，如“It rains.”
- 一价动词：强制要求与一种性质的名词性词语关联的一类动词。可记为动1。例如「病、醉、休息、游泳」等。这类动词差不多就是一般说的不及物动词（自动词）。
- 二价动词：强制要求与两种性质的名词性词语关联的一类动词。可记为动2。例如「爱、采、参观、讨论」等。这类动词差不多就是一般说的（单）及物动词（他动词）。
- 三价动词：强制要求与三种性质的名词性词语关联的一类动词。可记为动3。例如「給、告訴、買」等。这类动词差不多就是一般说的双及物动词，日语的授受动词属于这一类。[1]
- 四价动词：强制要求与四种性质的名词性词语关联的一类动词。可记为动4。例如「我跟你打賭4三百塊明天會下雨」，這裡的「打賭」可以視為四價動詞。[可疑][來源請求]這種動詞很不常见。

## 配价理论与现代汉语
现代汉语中，句子和短语的结构非常多样。如果用传统语法去分析，会出现一些不合常理的现象，例如：一些典型的不及物动词也可以带宾语。
例：门口站着王老师。
传统语法对此的分析是：“站”是典型的不及物动词，但在形式上可以自由地带上宾语“王老师”，这一情况表明及物/不及物动词的分类在现代汉语语法研究中存在不少局限，如果改用配价理论来分析可以得到较好的结果。

### 对的字结构的分析
现代汉语中的的字词组，是由一个动词性词组（比如动词、偏正词组、主谓词组、动宾词组或述补词组等）和一个“的”字组成的名词性词组。
在对的字词组进行分析的过程中，出现了许多问题，同样的层次结构所反映的语言现象不同。比如“小红喜欢的”，可以指称小红喜欢的事物，没有歧义；“小红给的”，就是一个有歧义的词组，可以表示接受者（“小红给的是张经理” 中的“张经理”）或所给物（如“小红给的是些衣服”中的“衣服”）。
句子成分分析和层次分析都无法解释这一问题。而配价理论就可以解释。朱德熙提出了P=n-m的“歧义指数公式”，其中P为的字结构的意义可能数，n为动词的配价数，m为的字结构中出现的动词的配价成分的数目。P=1时，没有歧义。P>1时，则有歧义。
又如“开车的司机吃饭去了”可以说成“开车的吃饭去了”，“那位司机啊，开车的技术可好了”则不能说成“那位司机啊，开车的可好了”。
这一问题也难以借助句子成分分析或层次分析来解释。而运用配价理论分析，则可解释为P=0时，即的字词组中动词的配价成分全部出现时，不能指代其他事物。

## 價位變化
有些固定的文法規則可以改變一個動詞的價位。舉例如下：
- 使動：「他1游泳」和「我1讓他2去游泳」（加入主使者）。
- 比較：「你1跑很快」和「你1跑得比我2快」（加入比較的對象）。
- 被動：「我1打你2」和「你1被打了」（省略施事者）。
- 應動：「我1跑」「我1跑过你2」（加入被超过的对象）。

## 外部連結
- English Valency Structures - A first sketch （页面存档备份，存于）
- The difference between lexical and grammatical valency （页面存档备份，存于）
- What is valency? （页面存档备份，存于）
- Erlangen Valency Patternbank （页面存档备份，存于）